# Rio (Software)
rio ist das Fenstersystem des Betriebssystems Plan 9.

## Übersicht

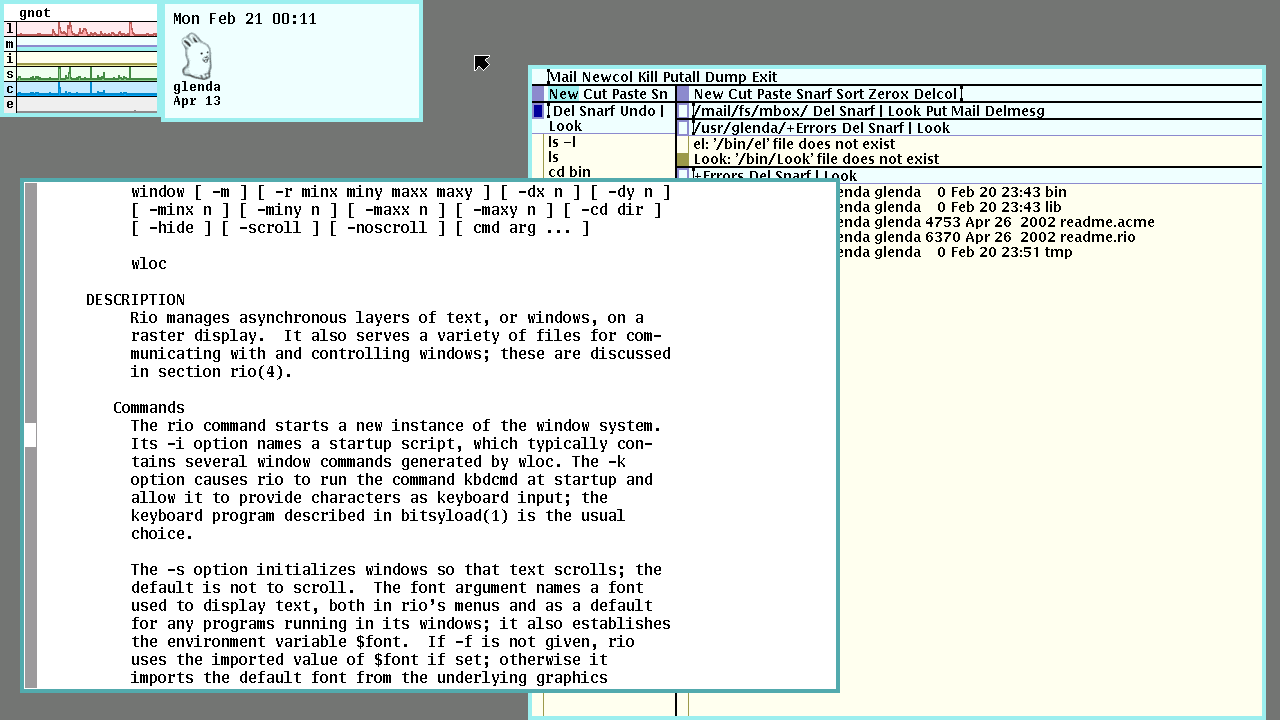
Fenster in rio von Plan 9

Viele Funktionen von rio implementieren grundlegende Konzepte in Plan 9:
- Jedes Fenster läuft in seinem eigenen privaten Namensraum.
- Es exportiert eine Dateisystemschnittstelle für laufende Anwendungsprogramme, welche dieselbe ist, die rio bereits vom Betriebssystem erhalten hat. Dadurch kann rio problemlos in einem rio-Fenster ausgeführt werden. Durch die Verwendung von 9P ist rio vollkommen netzwerktransparent, obwohl es keinen expliziten Netzwerkcode enthält.
- Fenster werden wie roher Text behandelt, der auch bearbeitet werden kann.

Eine besondere Eigenschaft ist, dass die Fensterverwaltung für die Anwendungen transparent wird. Dies ermöglicht, dass rio innerhalb von rio, oder innerhalb eines anderen Fenstermanagers ausgeführt werden kann.

## Geschichte
Bei rio handelt es sich um das jüngste Mitglied der zahlreichen, von Bell Labs entwickelten, grafischen Benutzeroberflächen, und damit in gewisser Weise um einen „Nachfahren“ des X Window Systems (für Unix).
In älteren Versionen von Plan 9 hatte rio den Namen 8½.